# 2744 Birgitta
A 2744 Birgitta (ideiglenes jelöléssel 1975 RB) egy marsközeli kisbolygó. Claes-Ingvar Lagerkvist fedezte fel 1975. szeptember 4-én.